# تيحندار (سيدي يحيى أو يوسف)
تيحندار هو دُوَّار يقع بجماعة سيدي يحيى أو يوسف، إقليم ميدلت، جهة درعة تافيلالت في المملكة المغربية. ينتمي الدوّار لمشيخة سيدي يحيى أو يوسف التي تضم 4 دواوير. يقدر عدد سكانه بـ 125 نسمة حسب الإحصاء الرسمي للسكان والسكنى لسنة 2004.

## روابط خارجية
- البوابة الوطنية للجماعات الترابية نسخة محفوظة 12 مارس 2018 على موقع واي باك مشين.
- المندوبية السامية للتخطيط